# Дружня
Дру́жня (укр. Дружня) — село, входит в Бородянский район Киевской области Украины.
Население по переписи 2001 года составляло 1803 человека. Почтовый индекс — 07807. Телефонный код — 4577. Занимает площадь 39 км². Код КОАТУУ — 3221081001.

## Местный совет
07807, Киевская обл., Бородянский р-н, с. Дружня, ул. Ленина, 1, тел. 5-11-79.

## Известные жители
- Одноконь, Яков Михайлович (1910—1977) — Заслуженный агроном РСФСР, директор Благовещенского сельскохозяйственного института(1957—1977).